# Skrycik owłosiony
Skrycik owłosiony, skrycik północny (Crypturgus hispidulus) – gatunek owada z rzędu chrząszczy.
Rójka
Przebiega na przełomie kwietnia i maja oraz lipca i sierpnia (jak skrycika najmniejszego i szarego).
Wygląd
Larwa beznoga (jak u wszystkich kornikowatych), barwy białej, z jasno-brunatną głową. Poczwarka typu wolnego; barwy białej, kolebka poczwarkowa w łyku. Imago długości 1,2–1,4 mm. Kształt walcowaty, wąski, barwy brunatnoczarnej lub czarnej, błyszczący. Przedplecze lekko zwężające się ku przodowi, lśniące, gęsto, wyraźnie kropkowane. Pokrywy skrzydeł zwężają się na 2/3 swej długości, wyraźnie kropkowane. Od pokryw wyraźnie odstają drobne szczecinki.
Występowanie
W Polsce pospolity, ale rzadszy od pozostałych skrycików.
Pokarm
Samica najczęściej rozpoczyna żerowisko od nyż jajowych w chodnikach larwalnych innych korników (oraz kózkowatych, ryjkowcowatych lub bogatkowatych), gdzie może zjadać jaja lub młode larwy swoich gospodarzy. Rzadkim zjawiskiem jest samodzielne zakładanie żerowiska. Larwy wygryzają stosunkowo krótkie chodniki w łyku lub korze. 
Znaczenie
Może ograniczać nieznacznie populację innych korników.